# Frankfurt Universe 2022
Questa voce raccoglie le informazioni riguardanti i Frankfurt Universe nelle competizioni ufficiali della stagione 2022.

## Roster
| Roster dei Frankfurt Universe (2022) |
| --- |
| Quarterback - 2 Luca Rüdiger - 13 Jonas Lohmann - 17 Theodore Landers Running Back - 10 Mike Haag FB - 21 Randy Jones - 24 Benjamin Hahn - 28 Leon Wendler - 31 Marek Gieß - 32 Kai Wyrwal - 36 Benedict Seidel - 47 Michael Weber Wide Receiver - 5 Alexandru Popa - 6 Aaron Edelmann - 12 Brandon Butler jr - 14 Paul Schalnus - 18 Angel Torres - 19 Tom Brandau - 80 Marius Duis - 82 Tom Mudra - 83 Cedric Shepherd - 85 Lukas Klein Tight End - Sebastian Dix - Mathias Lankes - 81 Florian Mayer - 87 Lucas Lauel Offensive Linemen - Philipp Hechler - Marco Kappelmeier - 60 Benjamin Schuster - 63 Philipp Eberle - 64 Patrick Knobloch - 66 Marc-Philipp Gräff - 68 Eric Friedrich - 70 Kerim Bica - 71 Jonas Degen - 73 Maximilian Morgenstern - 75 Patrick Przybysz - 77 Tom Zumpe - 78 Philipp Lux Defensive Linemen - Marcel Appel-Weiß - Philipp Ottenbreit - Mike Taylor III DE - 9 Elijah Watson - 72 Stephan Götz - 76 Julien-Paul Vuete - 79 Marius Weisser - 90 Lennox Fletcher - 92 Claas Schaub - 96 Paul Gantner - 99 Robert Overholt Linebacker - 30 Simon Jeide - 44 Adrian Deschner - 45 Ovid Eisenhut - 48 Daniel Schwarz - 50 Tiberius Steinbach - 52 Tim Matthes-Paul - 54 Oliver Mardeck - 55 Franco Ingravalle - 93 Ulrich Mboma-Keumoe Defensive Back - 3 Enrico Antonio Chagoya - 4 Theo Haas - 11 Florian Schönwald - 22 Luca Dinscoy - 25 Rico Geyer - 26 Patrick Trumpfheller - 39 Timo Duis - 42 Waldemar Krel - 43 Alexandru-Mihai Sandor - 94 Florian Zaddach Special Team - 16 Michael Müller K |

## German Football League 2022

### Stagione regolare
| Francoforte sul Meno 21 maggio 2022, ore 16:01 1ª giornata | Frankfurt Universe | 7 – 66 (0-21 7-19 0-20 0-6) referto | Ravensburg Razorbacks | PSD Bank Arena (586 spett.)\| Arbitro: \| T. Nabinger \| |
| Arbitro:                                                   | T. Nabinger        |                                     |                       |                                                          |

| Saarbrücken 28 maggio 2022, ore 17:00 2ª giornata | Saarland Hurricanes | 56 – 3 (14-3 14-0 14-0 14-0) referto | Frankfurt Universe | Ludwigsparkstadion (856 spett.)\| Arbitro: \| Schrader \| |
| Arbitro:                                          | Schrader            |                                      |                    |                                                           |

| Francoforte sul Meno 12 giugno 2022, ore 15:00 4ª giornata | Frankfurt Universe | 8 – 79 (0-21 0-28 8-7 0-23) referto | Munich Cowboys | PSD Bank Arena (421 spett.)\| Arbitro: \| D.Schrader \| |
| Arbitro:                                                   | D.Schrader         |                                     |                |                                                         |

| Francoforte sul Meno 2 luglio 2022, ore 15:58 7ª giornata | Frankfurt Universe | 20 – 42 (0-7 7-21 0-7 13-7) referto | Saarland Hurricanes | PSD Bank Arena (327 spett.)\| Arbitro: \| D. Schrader \| |
| Arbitro:                                                  | D. Schrader        |                                     |                     |                                                          |

| Schwäbisch Hall 23 luglio 2022, ore 17:00 9ª giornata | Schwäbisch Hall Unicorns | 52 – 0 (3-0 28-0 21-0 0-0) referto | Frankfurt Universe | Optima Sportpark (2234 spett.)\| Arbitro: \| Herrmann \| |
| Arbitro:                                              | Herrmann                 |                                    |                    |                                                          |

| Francoforte sul Meno 30 luglio 2022, ore 15:59 10ª giornata | Frankfurt Universe | 24 – 59 (7-14 10-7 0-24 7-14) referto | Straubing Spiders | PSD Bank Arena (351 spett.)\| Arbitro: \| A. Kopka \| |
| Arbitro:                                                    | A. Kopka           |                                       |                   |                                                       |

| Kempten 7 agosto 2022, ore 15:00 Recupero 6ª giornata | Allgäu Comets | 62 – 10 (16-0 14-0 16-7 16-3) referto | Frankfurt Universe | Illerstadion (593 spett.)\| Arbitro: \| Klaiber \| |
| Arbitro:                                              | Klaiber       |                                       |                    |                                                    |

| Marburgo 14 agosto 2022, ore 15:00 11ª giornata | Marburg Mercenaries | 56 – 27 (14-3 14-15 21-0 7-9) referto | Frankfurt Universe | Georg-Gaßmann-Stadion (840 spett.)\| Arbitro: \| Schrader \| |
| Arbitro:                                        | Schrader            |                                       |                    |                                                              |

| Francoforte sul Meno 21 agosto 2022, ore 14:58 12ª giornata | Frankfurt Universe | 7 – 42 (0-14 7-14 0-7 0-7) referto | Marburg Mercenaries | PSD Bank Arena (332 spett.)\| Arbitro: \| T. Nabinger \| |
| Arbitro:                                                    | T. Nabinger        |                                    |                     |                                                          |

| Monaco di Baviera 27 agosto 2022, ore 16:00 13ª giornata | Munich Cowboys | 42 – 18 (7-6 21-0 14-6 0-6) referto | Frankfurt Universe | Städtisches Stadion an der Dantestraße (1083 spett.)\| Arbitro: \| Maurer \| |
| Arbitro:                                                 | Maurer         |                                     |                    |                                                                              |

### Playout
Incontri non disputati per rinuncia degli Universe.
| 11 settembre 2022 | Frankfurt Universe | - – - | Ingolstadt Dukes |  |

| 25 settembre 2022 | Ingolstadt Dukes | - – - | Frankfurt Universe |  |

## Statistiche di squadra
| Competizione      | %Vittorie | In casa | In casa | In casa | In casa | In casa | In casa | In trasferta | In trasferta | In trasferta | In trasferta | In trasferta | In trasferta | Totale | Totale | Totale | Totale | Totale | Totale |
| Competizione      | %Vittorie | G       | V       | N       | P       | Pf      | Ps      | G            | V            | N            | P            | Pf           | Ps           | G      | V      | N      | P      | Pf     | Ps     |
| ----------------- | --------- | ------- | ------- | ------- | ------- | ------- | ------- | ------------ | ------------ | ------------ | ------------ | ------------ | ------------ | ------ | ------ | ------ | ------ | ------ | ------ |
| Stagione regolare | .000      | 5       | 1       | 0       | 4       | 66      | 288     | 5            | 1            | 1            | 3            | 58           | 268          | 10     | 0      | 0      | 10     | 124    | 556    |
| Totale            | .000      | 5       | 1       | 0       | 4       | 66      | 288     | 5            | 1            | 1            | 3            | 58           | 268          | 10     | 0      | 0      | 10     | 124    | 556    |

## Statistiche personali

### Marcatori
| Giocatore   | Ruolo | TD rush | TD recv | TD int | TD p.ret | TD k.ret | TD oth | Xp1 | Xp2 | FG | Saf | Totale |
| ----------- | ----- | ------- | ------- | ------ | -------- | -------- | ------ | --- | --- | -- | --- | ------ |
| Landers     |       | 5       | 0       | 0      | 0        | 0        | 0      | 0   | 0   | 0  | 0   | 30     |
| Butler jr   |       | 0       | 4       | 0      | 0        | 0        | 0      | 0   | 0   | 0  | 0   | 24     |
| M. Duis     |       | 0       | 0       | 0      | 0        | 0        | 0      | 9   | 0   | 5  | 0   | 24     |
| R. Jones    |       | 3       | 0       | 0      | 0        | 0        | 0      | 0   | 1   | 0  | 0   | 20     |
| A. Edelmann |       | 0       | 1       | 0      | 0        | 0        | 0      | 0   | 0   | 0  | 0   | 6      |
| L. Lauel    |       | 0       | 1       | 0      | 0        | 0        | 0      | 0   | 0   | 0  | 0   | 6      |
| C. Shepherd |       | 0       | 1       | 0      | 0        | 0        | 0      | 0   | 0   | 0  | 0   | 6      |
| K. Wrywal   |       | 1       | 0       | 0      | 0        | 0        | 0      | 0   | 0   | 0  | 0   | 6      |
| L. Rüdiger  |       | 0       | 0       | 0      | 0        | 0        | 0      | 0   | 1   | 0  | 0   | 2      |

### Passer rating
| Giocatore  | G  | Att | Comp | Int | Yds | TD | NFL   | NCAA   |
| ---------- | -- | --- | ---- | --- | --- | -- | ----- | ------ |
| Lohmann    | 7  | 47  | 22   | 3   | 331 | 1  | 50,93 | 100,22 |
| Landers    | 10 | 161 | 77   | 8   | 740 | 6  | 52,81 | 88,80  |
| L. Rüdiger | 9  | 6   | 1    | 2   | 13  | 0  |       |        |